# 芦田太郎
芦田 太郎（あしだ たろう、1985年7月26日 - ）は、演出家、プロデューサー。Amazon Studios所属。2022年までテレビ朝日総合編成局第1制作部（バラエティ番組制作）に14年間在籍。『あいつ今何してる?』『あざとくて何が悪いの?』『トゲアリトゲナシトゲトゲ』『まだアプデしてないの?』『テレビ朝日開局60周年記念『超豪華!! 最初で最後の大同窓会！8時だJ』を手掛ける。2023年からはAmazon MGM StudiosでPrime Videoのオリジナル番組『最強新コンビ決定戦 THEゴールデンコンビ』・『トモダチ100人よべるかな?』•『セフレと恋人の境界線』『ベストフレンドハウス』『シークレットNGハウス』『3年C組 指原×翔太』の企画・演出、YouTubeチャンネル『100億年LOVE』の演出。東京都世田谷区出身、早稲田大学政治経済学部経済学科卒業。

## 経歴

### 幼少期・学生時代
東京都世田谷区生まれ。父親は哲学者の芦田宏直。従妹に女優の藤谷理子。
世田谷区立塚戸小学校、世田谷区立千歳中学校、東京都立戸山高等学校、早稲田大学政治経済学部経済学科を卒業。大学では稲穂キッカーズに所属。
『ダウンタウンのごっつええ感じ』『めちゃ×2イケてるッ!』から大きな影響を受けた。
就職活動ではテレビ朝日以外に数社から内定を獲得。進路に迷うが、その過程を「芦田太郎のブログ」にて公表した。　

### テレビ朝日時代
2008年（平成20年）テレビ朝日入社。総合編成局1制作1部（現在は第1制作部）に配属。寺田伸也班として、爆笑問題の『雑学王』と『検索ちゃん』のアシスタントディレクター（AD）を担当。
2010年（平成22年）『キャラブレイク』で初めてのプロデューサー・演出を経験する。
2011年（平成23年）『関ジャニの仕分け∞』、奥川晃弘（現在総合編成局次長兼総合編成部長、元第2制作部の部長）が率いる奥川班に異動。『関ジャニの仕分け∞』のチーフADを1年半経験する。
同番組ではディレクターとして人気企画となった柔軟女王決定戦を担当し、この企画で知名度を上げたSKE48須田亜香里を見出す。さらに横山裕、大倉忠義が高卒認定試験に挑んだ「高卒認定試験合格出来るか仕分け」などを担当。『関ジャニの仕分け∞』番組終了とともに『関ジャム 完全燃SHOW』の立ち上げに携わる。
2015年（平成27年7月には自身が企画する番組『あいつ今何してる?』が「お願い！ランキング」枠で放送される。「卒業以来会っていない同級生は今、一体何をしているのか？」を番組が調査するドキュメントバラエティ。企画の着想は、芦田自身が高校のサッカー部の結婚式に行った際に、ある友人の消息がつかめず、「あいつ今何してる？」と周囲の友人と話が盛り上がったこと。
帰宅後、「誰もが一人はいるはずの気になるあいつ」を代わりにテレビが探してくれたら喜ぶ人はたくさんいるのでは？と企画書を書いたという。
2015年（平成27年）10月から土曜0:45 - 1:15の枠でレギュラー放送がスタートする。その後、レギュラー放送から半年の2016年（平成28年）4月からゴールデンタイムの水曜夜7時枠でレギュラー放送開始。
2019年（令和元年） 自身の企画番組『あざとくて何が悪いの?』がスタート。3回のトライアル特番を経て2020年（令和2年）土曜夜9時55分枠でレギュラー放送開始。日本国内では毎週のようにTwitterでトレンド入り、韓国、中国、台湾をはじめとするアジアの13の国と地域でも番組配信。これは日本のバラエティ史上初めてのことである。中国の動画配信サイト「bilibili（ビリビリ）」での総再生数は1.3億回を超える。
『あざとくて何が悪いの?』『トゲアリトゲナシトゲトゲ』『まだアプデしてないの?』の演出、プロデューサーを担当する。その他にAマッソのYouTubeチャンネルも監修として参加している。また、ラランドのYouTubeチャンネル「ララチューン」にて、「ニシダ更生プログラム」を演出した。

### Amazon MGM Studios時代
2022年（令和4年）11月発売の『FRIDAY』（講談社）にて年内いっぱいでテレビ朝日を退社しAmazonへと転職、Amazon Prime Videoの制作を担当することが掲載された。2023年（令和5年）1月1日、自身のSNSで正式に退社の報告とAmazon Studiosへ転職することを発表。文末を「これからは、Amazon StudiosでAmazon Prime Videoで配信されるバラエティ・ドキュメンタリーコンテンツを”0から1”していくことが新たな自分の目標となり、モチベーションになります。」と締めくくった。
Amazon Prime Video『最強新コンビ決定戦 THEゴールデンコンビ』『トモダチ100人よべるかな?』『セフレと恋人の境界線』『ベストフレンドハウス』『シークレットNGハウス』『3年C組 指原×翔太』企画・演出。

## 人物
- 読書家。好きな作家は村上龍、阿部和重、木下古栗、川上未映子、松田青子[3]
- 映画好き。好きな映画監督はデヴィッド・フィンチャー、ドゥニ・ヴィルヌーヴ、ヨルゴス・ランティモス[3]
- 好きな言葉は「永遠に挑戦者であることは出来ない。しかし、挑戦者の感覚を持続できない奴は前に進めない。」（村上龍・1976芥川賞受賞の言葉）[3]
- 同期に『激レアさんを連れてきた。』の演出・舟橋政宏[3]

## 担当番組

### 現在
- 『Aマッソ公式YouTubeチャンネル』（不定期監修）
- 『100億年LOVE YouTubeチャンネル』（企画・演出）
- 『宇垣美里 妖怪 全てエッセイに書いてやるからな女』（企画・演出）
- Prime Video『最強新コンビ決定戦 THE ゴールデンコンビ』（橋本和明と共に企画・演出）
- Prime Video『ベストフレンドハウス』（企画・演出）
- Prime Video『シークレットNGハウス』（企画・演出）
- Prime Video『3年C組 指原×翔太』（企画・演出
- Prime Video『1億円の人脈＆人望バトル トモダチ100人よべるかな？』（企画・演出）
- Prime Video『セフレと恋人の境界線』企画・演出）
  - Prime Video担当番組においては、Amazonの方針により自社系列の所属スタッフはエンドロールにおいてノンクレジットとされている。

### 過去
- 『検索ちゃん』（AD）
- 『雑学王』（AD）
- 『学べる!!ニュースショー!』（AD）
- 『石原裕次郎23回忌特番』（AD）
- 『30人31脚』（AD）
- 『ナニコレ珍百景』（AD）
- 『学生才能発掘バラエティ 学生HEROES!』（制作）
- 『関ジャニの仕分け∞』（ディレクター）　★初ディレクター
- 『関ジャム 完全燃SHOW』（ディレクター）
- 『下剋上カラオケサバイバル」（ディレクター）
- 『ミュージックステーションウルトラFES』（ディレクター）
- 『だんくぼ』（ディレクター）
- 『キャラブレイク』（演出）　★初演出
- 『MAX会議』（演出）
- 『スキマスター研究所』（演出）
- 『8時だJ 復活版』（演出）
- 『調べるJ』
- 『ファクトリサーチTV』（演出）
- 『関ジャニ∞のTheモーツァルト 音楽王No.1決定戦』（演出）
- 『あいつ今何してる?』（演出・プロデューサー）
- テレビ朝日開局60周年記念『超豪華!! 最初で最後の大同窓会！8時だJ』（演出）
- 『さまぁ〜ずチャート』（演出・プロデューサー）
- 『ロボット旅日本一周〜タカラモノクダサイ〜』（演出・プロデューサー）
- 『探シタラTV』（演出・プロデューサー）
- 『シタランドTV』（演出・プロデューサー）
- 『さまぁ〜ず論』（演出・プロデューサー）　https://www.youtube.com/watch?v=SyVR3U8oaRM
- 『なにわ男子と一流姉さん』（演出・プロデューサー）
- 『あざとくて何が悪いの?』（演出・プロデューサー）
- 『トゲアリトゲナシトゲトゲ』（演出・プロデューサー）
- 『トゲトゲTV』（演出）
- 『まだアプデしてないの?』（演出・プロデューサー）
- 『ふたりっきり旅』（演出・プロデューサー）

## 出演

### テレビ
- 『ハードル・プードル ～若者応援バラエティー』（テレビ朝日） - 若手ディレクターとして企画を発表[13]
- 『はい!テレビ朝日です』（テレビ朝日） - テレビ朝日若手社員の仕事を紹介。当時入社8年目[13]。
- 『ツギクル芸人グランプリ』（フジテレビ） - 在京民放5局の売れっ子クリエイターの1人として審査員[14]

### ラジオ
- 『TOKYO SPEAKEASY』（TOKYO FM） - 丸山桂里奈と対談[15]
- 『ラランド・サーヤの虎視舌舌』（文化放送）‐ 2022.4.22放送回。ゲスト出演[16]

### 雑誌
- 『AERA』（朝日新聞出版） - 在京民放5局敏腕プロデューサーが明かす「ヒットの方程式」[17]
- 『ダ・ヴィンチ』（KADOKAWA） - 「あの人と本の話」[18]